# Markus Gandler
Markus Gandler (* 20. August 1966 in Kitzbühel, Tirol) ist ein ehemaliger österreichischer Skilangläufer und ORF-Co-Kommentator. Ab 2003 war er ÖSV-Rennsportdirektor für Langlauf und Biathlon.

## Karriere als Skilangläufer
Der Absolvent der Skihandelsschule Stams war 16 Jahre im Skilanglauf-Weltcup aktiv und beendete im März 2000 seine Karriere als Hochleistungssportler.
Im Februar 1986 wurde er bei den Nordischen Juniorenweltmeisterschaften in Lake Placid Vizeweltmeister über 30 km mit einem Rückstand von 56,4 Sekunden auf Gennadi Lasutin (UdSSR, 1:18:12,8 h) und einem Vorsprung von 56,0 Sekunden auf Paolo Riva (Italien). Ein Jahr zuvor holte er bei den Junioren-Weltmeisterschaften in Täsch Bronze mit der Staffel.
Das beste Weltcupergebnis des Tirolers, der für den Skiclub Kitzbühel startete, ist ein dritter Platz im Winter 1989/90 im kanadischen Canmore. Seine Sternstunde schlug allerdings bei den Olympischen Winterspielen 1998 in Nagano, als er im 10 km Bewerb mit der Silbermedaille hinter Bjørn Dæhlie die erste österreichische Olympiamedaille im Langlaufsport gewann. Er stieg damals nach einer schweren Nebenhöhleneiterung zu Weihnachten 1997 aus dem Weltcup aus und bereitete sich abseits seiner Mannschaftskollegen intensiv auf die Spiele in Nagano vor. Der Lohn dafür war die historische erste österreichische Langlaufmedaille, die dem damals bereits 32-jährigen Kitzbüheler für immer einen Eintrag in den österreichischen Sportannalen sicherte.
Diesen Erfolg betrachtete Gandler in Interviews oft auch als Wiedergutmachung für viele in seiner langen Karriere erlittenen Tiefschläge, etwa die verpatzte Weltmeisterschaft in Trondheim 1997 oder die Auslassung der Olympischen Winterspiele von 1994 in Lillehammer, wo er sich in starker Form befand und kurz vor Beginn der Spiele erkrankte.
Nur ein Jahr später konnte sich Markus Gandler mit dem Gewinn der Goldmedaille im 4 × 10 km Staffel-Bewerb auch noch zum Weltmeister küren. Als Startläufer der österreichischen Langlaufstaffel feierte er gemeinsam mit Alois Stadlober, Michail Botwinow und Christian Hoffmann einen zweiten historischen Triumph für das kleine Alpenland. Nach diesen großen Erfolgen belegte er immer wieder Topplatzierungen im Weltcup, ließ aber seine Karriere langsam mit der Teilnahme an den damals noch neuen Sprintbewerben, in denen er sich nicht mehr durchsetzen konnte, ausklingen.

## Karriere als Geschäftsmann
Nach seiner aktiven Karriere entschloss sich Gandler, mit seinem Kollegen Alois Stadlober eine eigene Firma zu gründen, um dem Langlaufsport ein neues Image zu verleihen. Zusammen mit Partnern aus Tourismus und Wirtschaft veranstaltete der Geschäftsführer der Gandler & Stadlober Nordic Ski GmbH in den vergangenen Jahren Events. Daneben übernahm er des Öfteren die Rolle eines Co-Kommentators bei Langlaufübertragen im österreichischen Fernsehsender ORF.

## ÖSV-Betreuer und Olympia-Sperre
Seit Frühjahr 2003 ist Markus Gandler auf Wunsch von Peter Schröcksnadel Rennsportdirektor für den Bereich Langlauf und Biathlon im Österreichischen Skiverband. Da er in dieser Funktion eine Mitverantwortung für den Dopingskandal bei den Olympischen Winterspielen 2006 in Turin trug, bei dem sechs österreichische Skilangläufer bzw. Biathleten mehrerer Verstöße gegen die Anti-Doping-Regularien beschuldigt worden waren, wurde er im Mai 2007 neben zwölf anderen Betreuern vom Österreichischen Olympischen Comité für alle künftigen Olympischen Spiele gesperrt.
Nach einem neuerlichen Doping-Skandal des österreichischen Skiverbandes bei der Heim-WM im Februar 2019 in Seefeld, in dessen Rahmen Gandler von Johannes Dürr als Mitwisser belastet wurde, kündigte Schröcksnadel die Trennung des Österreichischen Skiverbands von Gandler zum Ende der Saison an.

## Größte Erfolge
|                  | Disziplin | Platz |
| Calgary 1988     | 30 km     | ausg. |
| Albertville 1992 | 50 km     | 41.   |
|                  | 10 km     | 24.   |
|                  | 15 km     | 28.   |
| Nagano 1998      | 10 km     | 2.    |
|                  | 4 × 10 km | 9.    |
|                  | 15 km     | 7.    |
|                  |           | .     |

### Weltmeisterschaften
| WM               | Disziplin       | Platzierung |
| ---------------- | --------------- | ----------- |
| Thunder Bay 1995 | 10 km Klassisch | 23.         |
| Thunder Bay 1995 | Verfolgung      | 12.         |
| Thunder Bay 1995 | 50 km           | 16.         |
| Thunder Bay 1995 | Team            | 5.          |
| Trondheim 1997   | 30 km           | 54.         |
| Trondheim 1997   | 10 km Klassisch | 38.         |
| Ramsau 1999      | 10 km Klassisch | 12.         |
| Ramsau 1999      | Team            | Gold        |

## Auszeichnungen
- 1998: Silbernes Ehrenzeichen für Verdienste um die Republik Österreich[5]